# Floral Park (Queens)
Pour l’article homonyme, voir Floral Park (New York).
Floral Park est un quartier de la ville de New York, situé dans l'est de l’arrondissement de Queens. Extrémité orientale de la ville de New York, ce  quartier est voisin de la ville de Floral Park qui fait partie du comté de Nassau.
Le développement du quartier date des années 1920 en relation avec la construction de la gare de Bellerose sur la ligne principale du Long Island Rail Road en 1911.
Le quartier est bordé selon la carte ci-contre par Hillside Avenue qui le sépare de Glen Oaks, par Cross Island Parkway qui le sépare de Bellaire et par la limite du comté de Nassau qui le sépare de Bellerose et Floral Park.
Selon d'autres sources, le quartier est une subdivision de Glen Oaks.
Sa population, estimée à environ 31 000 habitants en 2021, dépasse celle de Glen Oak proprement dit qui a environ 7 000 habitants et celle de la ville de Floral Park qui a environ 16 000 habitants dans le comté de Nassau.